# آریان (موشک)

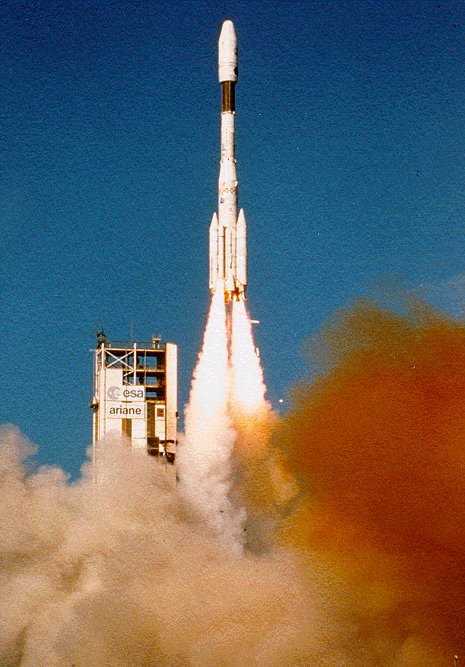
آریان ۴

آریان نام یک سری از وسایل پرتاب یک‌بارمصرف موشک‌های فضایی غیرنظامی اروپایی است.
نام آریان تلفظ فرانسوی شخصیت افسانه‌ای اروپایی، آریادنه است.
نهاد مسئول امور پرتاب موشک‌های فضایی آریان آریان‌اسپیس (Arianespace) نام دارد. این نهاد موشک‌های آریان را از مرکز فضایی گویان (Centre Spatial Guyanais) در کورو واقع در گویان فرانسه در قاره آمریکای جنوبی پرتاب می‌کند زیرا نزدیکی آن مکان به خط استوا مزیت‌های زیادی برای پرتاب بهتر بدست می‌دهد.
پیشنهاد ساخت خانواده موشک‌های فضایی آریان نخستین بار توسط فرانسه در سال ۱۹۷۳ میلادی مطرح شد و پس از مذاکراتی بین فرانسه، بریتانیا و آلمان، پیشنهاد فرانسه پذیرفته شد و پروژه آغاز گشت.

## خانواده آریان
خانواده موشک‌های فضایی آریان دارای ۵ عضو است:
- آریان ۱: اولین پرواز موفق در ۲۴ دسامبر ۱۹۷۹ میلادی
- آریان ۲: اولین پرواز موفق در ۲۰ نوامبر ۱۹۸۷ میلادی (نخستین پرتاب موشک‌های سری آریان ۲ در ۳۰ ماه مه ۱۹۸۶ با شکست مواجه شد).
- آریان ۳: اولین پرواز موفق در ۴ اوت ۱۹۸۴ میلادی
- آریان ۴: اولین پرواز موفق در ۱۵ ژوئن ۱۹۸۸ میلادی
- آریان ۵: اولین پرواز موفق در ۳۰ اکتبر ۱۹۹۷ میلادی

روی هم رفته، خانواده موشک‌های فضایی آریان ۴ و آریان ۵ از قابل اطمینان‌ترین پرتابه‌های فضایی موجود در جهان هستند. تا ژانویه ۲۰۰۶، این موشک‌ها جمعاً ۲۷۱ ماهواره را در طی ۱۶۹ پرتاب در مدار زمین قرار داده‌اند.
مدل بهبود داده شده آریان ۵ موسوم به Ariane 5-ECA توانایی حمل بیش از ۹ تن بار به مدار زمین را دارا است.